# Schallschutzkabine
Eine Schallschutzkabine ist eine mögliche Maßnahme zur Reduzierung von Luft- und Körperschallemissionen. Die Kabine schützt dabei entweder die Umgebung vor dem Lärm einer Maschine oder Anlage oder aber die Kabine dient zur Isolierung gegenüber dem Umgebungslärm z. B. Messräume in der Hörakustik oder Studiokabinen bei Tonaufnahmen.

## Industrielle Schallschutzkabine

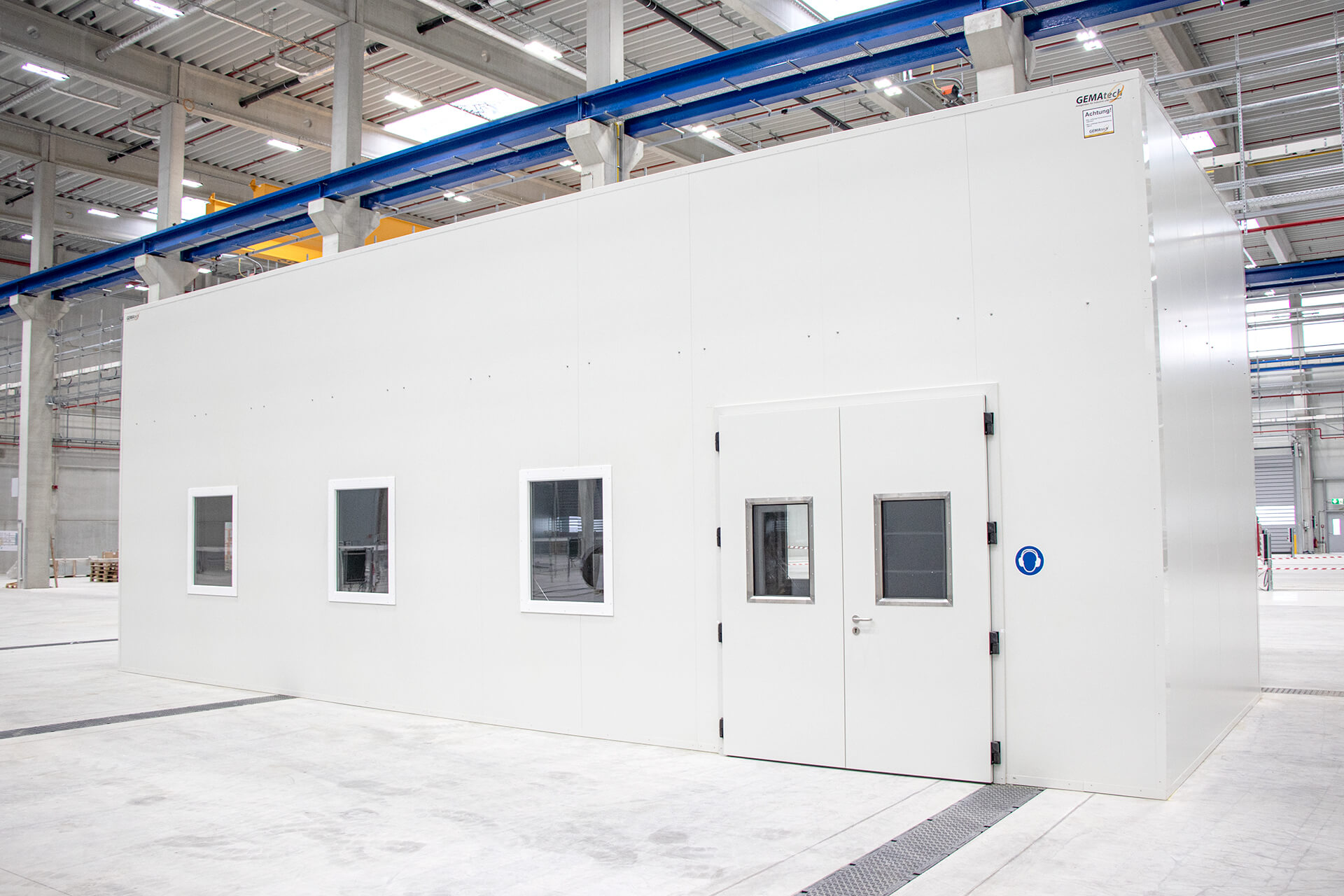
Industrielle Schallschutzkabine

Die Schallschutzkabine umgibt die gesamte Maschine oder die schallemittierenden Komponenten ganz oder teilweise mit Schallschutzelementen. Diese sind so ausgeführt, dass sie einen Teil des Luftschalls absorbieren. Schallschutzkabinen werden insbesondere dann eingesetzt, wenn Maßnahmen zur Vermeidung der Entstehung von Lärm nicht bereits an der Entstehungsstelle getroffen werden können.
Je nach der Frequenzcharakteristik des Schalls, der erforderlichen Schallpegelreduzierung und der Einsatzbedingungen kommen sehr unterschiedliche Materialien zum Einsatz. Die Außenhülle der Kabine ist die tragende Konstruktion und besteht bei Maschinen oft aus Stahlblech, Aluminiumblech oder Kunststoff. Die Schalldämmung erfolgt durch spezielle Schaumstoffe oder Mineralwolle, die an die Frequenzcharakteristik des Lärmes angepasst sind. Auf der Innenseite der Kabine ist die Schalldämmschicht bei geringer mechanische Beanspruchung und nicht erforderlichem Schutz gegen Flüssigkeiten bei Schaumstoffen häufig offen zugänglich. Bei höheren mechanischen Beanspruchungen kann die Dämmschicht mit Lochblech geschützt werden.
Bei dominierenden Geräuschen im unteren Frequenzband und Auftreffen von Wasser, Kühlschmierstoffen und anderen Flüssigkeiten sowie starker Staubbelastung können aufwendige doppelschalige Schallschutzkabinen erforderlich werden. Öffnungen in Schallschutzkabinen verringern die erreichte Dämmwirkung, hier kann der Einsatz von Schalldämpfern erforderlich sein.

## Mess- und Aufnahmeräume
Für die unterschiedlichen Betriebsbereiche gibt es in Deutschland mehrere Anbieter von Schallschutzkabinen. Besonders im Bereich der Hörakustik sowie Studioanwendungen werden Schallschutzkabinen benötigt.

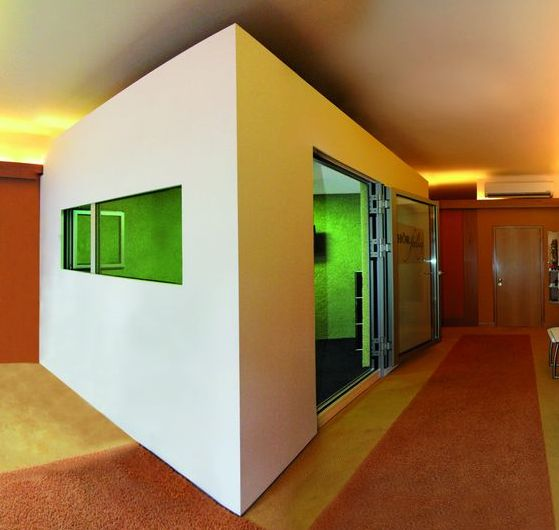
Eine Schallschutzkabine

Angewendet wird die Schallschutzkabine in der Hörgeräteakustik als schallisolierender (jedoch nicht schalltoter) Raum für Hörmessungen und Geräteanpassungen. Sogenannte Raum-in-Raum-Systeme können ohne bauliche Veränderungen in bestehende Räumlichkeiten integriert werden.

### Anwendung
Die Schallschutzkabine kann überall dort zum Einsatz kommen, wo eine optimierte Raumakustik mit Schutz vor Luft-, Körper- und Störgeräuschen nach klar definierten Schallschutzwerten gefordert wird:
- als Diagnose- und Messraum in Medizin und Wissenschaft,
- als Mess- und Testraum in Industrie, Forschung und Entwicklung,
- als Einhausung lauter Geräte und Maschinen,
- als Arbeitsplatz lauter Prozesse wie z. B. Säge- oder Schleifarbeiten,
- als Tonstudio und Übungsraum für Musiker und Sprecher sowie für Multimediaproduktionen,
- als Besprechungs- und Dolmetscherkabine bei Tagungen, Messen und Konferenzen oder
- als Ruhe- und Entspannungsoase oder Arbeitsraum zuhause.

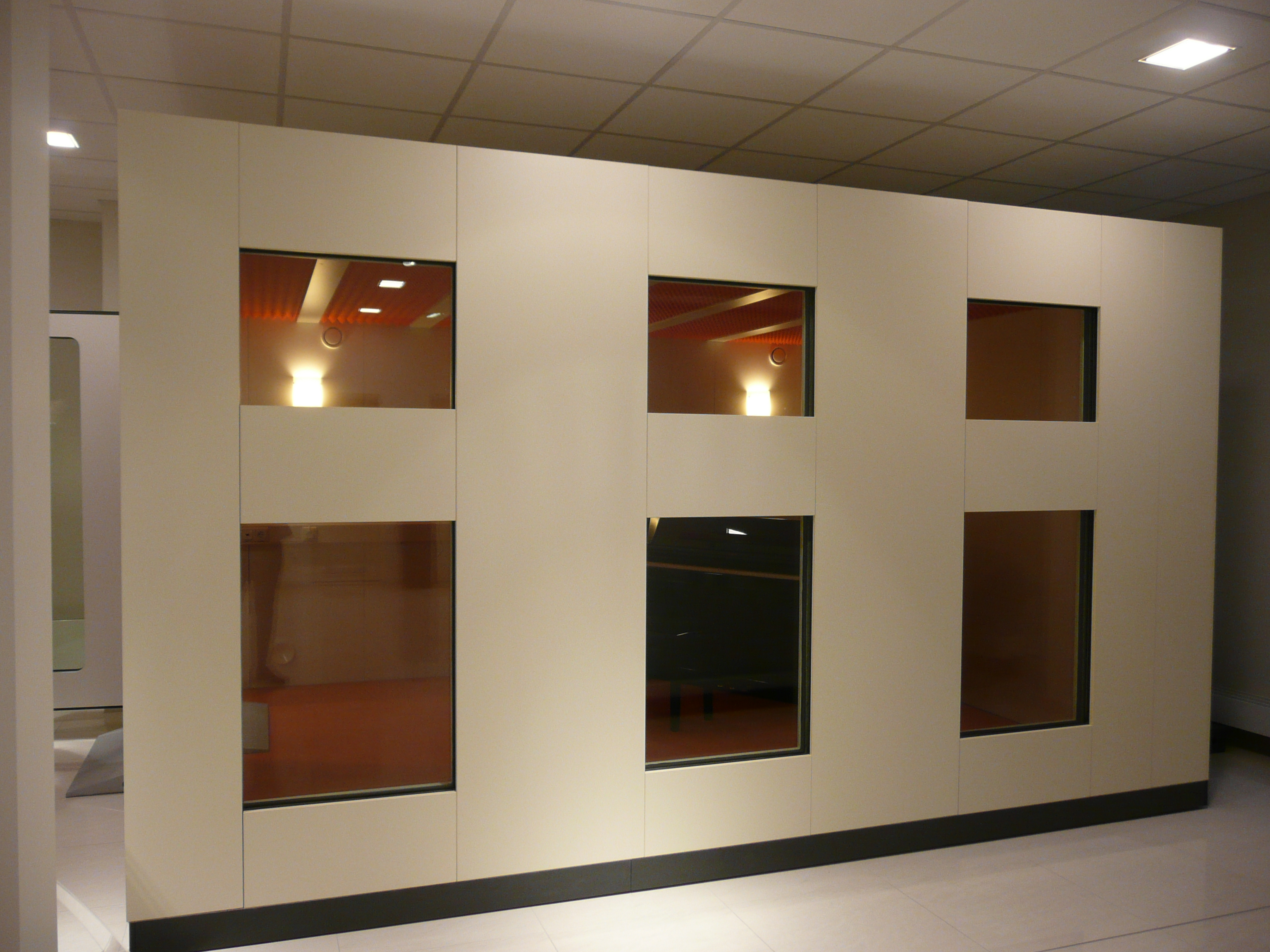
Schallschutzkabine mit großen Fensterflächen

### Aufbau und Funktion
Die Schallschutzkabine steht frei im umgebenden Raum und berührt weder Wände noch Decken („schwebendes“ Raum-in-Raum-System). Der eigene, aus mehreren schallisolierenden Schichten bestehende Boden minimiert die Übertragung des Körperschalls.
Die Installation eines Raum-in-Raum-Systems stellt geringe Anforderungen: Die Mindestgröße für den Aufbauraum sollte neun Quadratmeter bei einer Mindestdeckenhöhe von 2,4 Metern des umgebenden Raumes betragen. Ein Eingriff in die umgebende Bausubstanz ist meist nicht notwendig, die Schallschutzkabine fügt sich in jede Umgebung ein.
Ausstattungsextras wie permanente, geräuschfreie Belüftung und Klimatisierung, Tageslichtführung durch hochgedämmte Fenster, LED-Beleuchtung und passende Möblierung schaffen ein angenehmes Raumklima und Arbeitsumfeld.

### Schallschutz
Die Schallschutzkabine ist kein schallfreier, sondern ein schallisolierter Raum. Das bedeutet, dass eine festgelegte Größe Lärm und Körperschall nicht in oder aus dem Raum gelangen kann. Die spezifische Konstruktion, Bauart und die verwendeten Materialien definieren den Grad des Schallschutzes.